# Milionia conducta
Milionia conducta är en fjärilsart som beskrevs av Louis Beethoven Prout 1931. Milionia conducta ingår i släktet Milionia och familjen mätare. Inga underarter finns listade i Catalogue of Life.